# Nachal Susa
Nachal Susa (hebrejsky: נחל סוסה) je vádí v severním Izraeli.
Začíná v nadmořské výšce přes 200 metrů v kopcovité krajině regionu Vádí Ara, jižně od bývalé samostatné obce Zalafa, jež je v současnosti součástí města Ma'ale Iron. Směřuje pak k severovýchodu zalesněnou krajinou a na západním okraji vesnice Giv'at Oz ústí nedaleko okraje Jizre'elského údolí zprava do vádí Nachal Oz.